# ノーブルレッドの瞬間
「ノーブルレッドの瞬間」（ノーブルレッドのとき）は、国生さゆりの楽曲で、3枚目のシングル。1986年8月14日にCBS・ソニーから発売。表題曲「ノーブルレッドの瞬間」は、自身が出演した、カネボウ化粧品1986年秋のキャンペーンイメージソング。

## チャート成績
オリコンチャート1位を獲得した。

## 収録曲
全曲 作詞：秋元康 作曲：後藤次利 編曲：佐藤準

### 7インチ・レコード

#### SIDE A
1. ノーブルレッドの瞬間

#### SIDE B
1. もう一度走って恋人よ

### シングルカセット

#### SIDE A
1. ノーブルレッドの瞬間（歌入り）
2. ノーブルレッドの瞬間（カラオケ）

#### SIDE B
1. もう一度走って恋人よ（歌入り）
2. もう一度走って恋人よ（カラオケ）

## 収録作品
オリジナル
- 『BALANCE OF HEART』 (#1)
- 『TRANSIT』 (#1)

ベスト
- 『GOLDEN☆BEST 国生さゆり SINGLES』 (#1,2)
- 『国生さゆり ベスト・コレクション』 (#1)
- 『おニャン子クラブ A面コレクション Vol.2』 (#1)
- 『おニャン子クラブ B面コレクション Vol.2』 (#2)